# STS-43
STS-43 (englisch Space Transportation System) ist eine Missionsbezeichnung für das US-amerikanische Space Shuttle Atlantis (OV-104) der NASA. Der Start erfolgte am 2. August 1991. Es war die 42. Space-Shuttle-Mission und der neunte Flug der Raumfähre Atlantis.

## Mannschaft
- John Blaha (3. Raumflug), Kommandant
- Michael Baker (1. Raumflug), Pilot
- Shannon Lucid (3. Raumflug), Missionsspezialistin
- James Adamson (2. Raumflug), Missionsspezialist
- David Low (2. Raumflug), Missionsspezialist

## Missionsüberblick

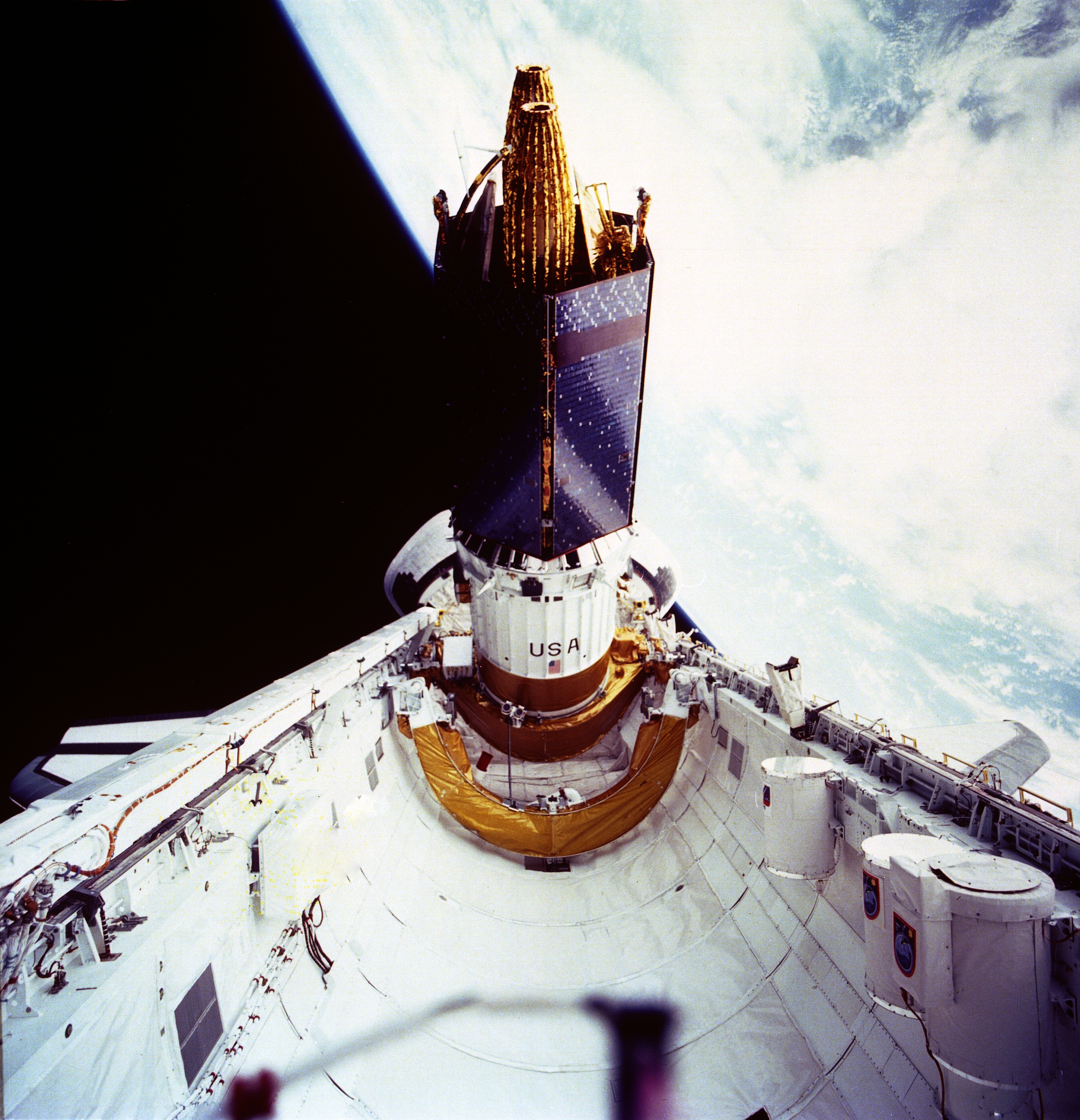
Der TDRS-E Satellit wird ausgesetzt

Der Start fand am 2. August 1991 statt. Ursprünglich war er für den 23. Juli geplant, wurde aber zunächst auf den nächsten Tag verschoben, um Zeit für den Austausch einer falsch montierten Elektronik zu haben, die den Abwurf der beiden Feststoffraketen kontrolliert. Die Mission wurde rund fünf Stunden vor dem geplanten Start am 24. Juli aufgrund eines fehlerhaften Motorsteuergeräts am Hauptmotor erneut aufgeschoben. Damit das Steuergerät ersetzt und auf Funktionalität geprüft werden konnte, wurde der Start auf den 1. August verschoben. Der Start musste schließlich wegen schlechten Wetters erneut um einen Tag verschoben werden.
Nach dem erfolgreichen Katapultstart des NASA-eigenen Datenübertragungssatelliten TDRS-E sechs Stunden nach dem Start standen medizinische Untersuchungen zur Raumfahrerkrankheit im Mittelpunkt der Untersuchungen. Dazu wurde ein Unterdruck-Anzug eingesetzt, der Blut in die unteren Extremitäten ziehen und damit einem Blutstau im Kopf entgegenwirken soll. Weitere Experimente betrafen Erderkundung und Atmosphärenforschung, konnten teilweise aber nur eingeschränkt ausgeführt werden. Wichtige Arbeiten waren ebenso die erneute Erprobung eines Wärmeregulierungssystems für zukünftige Raumstationen (Space Station Heat Pipe Advanced Radiator Element SHARE II), die Herstellung von Proteinkristallen, Untersuchungen zur Fertigung von Kunststoffmembranen, Messungen der Restbeschleunigungen der Raumfähre (Experiment SAMS), das Studium von Verbrennungsprozessen an festen Oberflächen (SSCE) und die Aufzeichnung von UV-Ausbrüchen (UVPI). 
Der Satellit TDRS-E wurde mit zwei Zündungen der IUS-Oberstufe in eine geosynchrone Umlaufbahn befördert, trennte sich dort dann von der Oberstufe und entfaltete die Antennen und Solarpanele. Er wurde bei 175 Grad West über dem Äquator positioniert und bekam nach seiner Aktivierung die Bezeichnung TDRS-5.
Während der Tests im Orbit zur Vorbereitung der Landung fiel die Kühlung der APU Nr. 2 aus. Das Problem konnte aber noch im Orbit behoben werden. Die APU 2 ist eine von drei redundant ausgelegten Systemen zur Versorgung des Hydrauliksystems für die Steuerung des Orbiters beim Wiedereintritt und der Landung.
Die Atlantis landete am 11. August auf der Shuttle Landing Facility, Runway 15, im Kennedy Space Center (KSC). Es war die erste geplante Landung im KSC seit der Mission STS-61-C im Januar 1986, welche aber tatsächlich auf der Edwards Air Force Base in Kalifornien landen musste.